# Хаскил, Клара
Кла́ра Ха́скил (рум. Clara Haskil; 1895—1960) — румынская пианистка еврейского происхождения.

## Биография
Вторая из трёх дочерей в еврейской семье. Её отец, Исаак Хаскил (1858—1899), из состоятельной и образованной семьи, перебрался в Бухарест из соседней Бессарабии и умер от воспаления лёгких, когда младшей из его дочерей не было и года. Мать, Берта Хаскил (1866—1917), происходила из бедной сефардской семьи из Пазарджика: её отец Давид Москона оставил жену с шестью детьми и бежал в Вену, его жена Ревекка Аладжем (ум. 1911), не получившая никакого образования, воспитывала детей сама на небольшое пособие, которое она получала от местной еврейской общины. Берта Хаскил назвала вторую дочь Кларой в честь своей старшей сестры, также музыкально одарённой, которая безвременно скончалась в возрасте 20 лет. Старшая сестра Клары, Лили, стала пианисткой; младшая, Жанна, — скрипачкой. Отцу принадлежал магазин домашней утвари, располагавшийся в части квартиры, в которой жила вся семья на улице Бравилор в еврейском районе Бухареста.
В 1901 году поступила в Бухарестскую консерваторию, где проучилась год. В апреле 1902 года её дядя по матери Аврам Москона (1868—1934), врач по профессии, забрал Клару к себе в Вену; там она три года проучилась у Рихарда Роберта, заложившего основу её технического мастерства. Подружилась с учеником Роберта Джорджем Селлом. Услышав скрипичные сочинения Брамса в исполнении Й. Иоахима, решила учиться играть на скрипке, но, уехав из Вены, оставила занятия.
Роберт порекомендовал Хаскил Г. Форе, в то время директору Парижской консерватории, и в 1905 году она поступила в консерваторию, где занималась у Ж. Морпена. В 1907 году примкнула к классу А. Корто, но из-за его занятости занималась в основном с Лазаром Леви и мадам Жиро-Летарс. В 1910 году окончила консерваторию с высшей наградой.
Начала гастролировать по Европе, однако в 1913 году вынуждена была прервать концертную деятельность из-за прогрессирующего сколиоза, на четыре года заключившего её в корсет. В 1921 году возобновила выступления, однако постоянные болезни и чрезвычайный страх сцены не способствовали её успеху ни у публики, ни у критики.

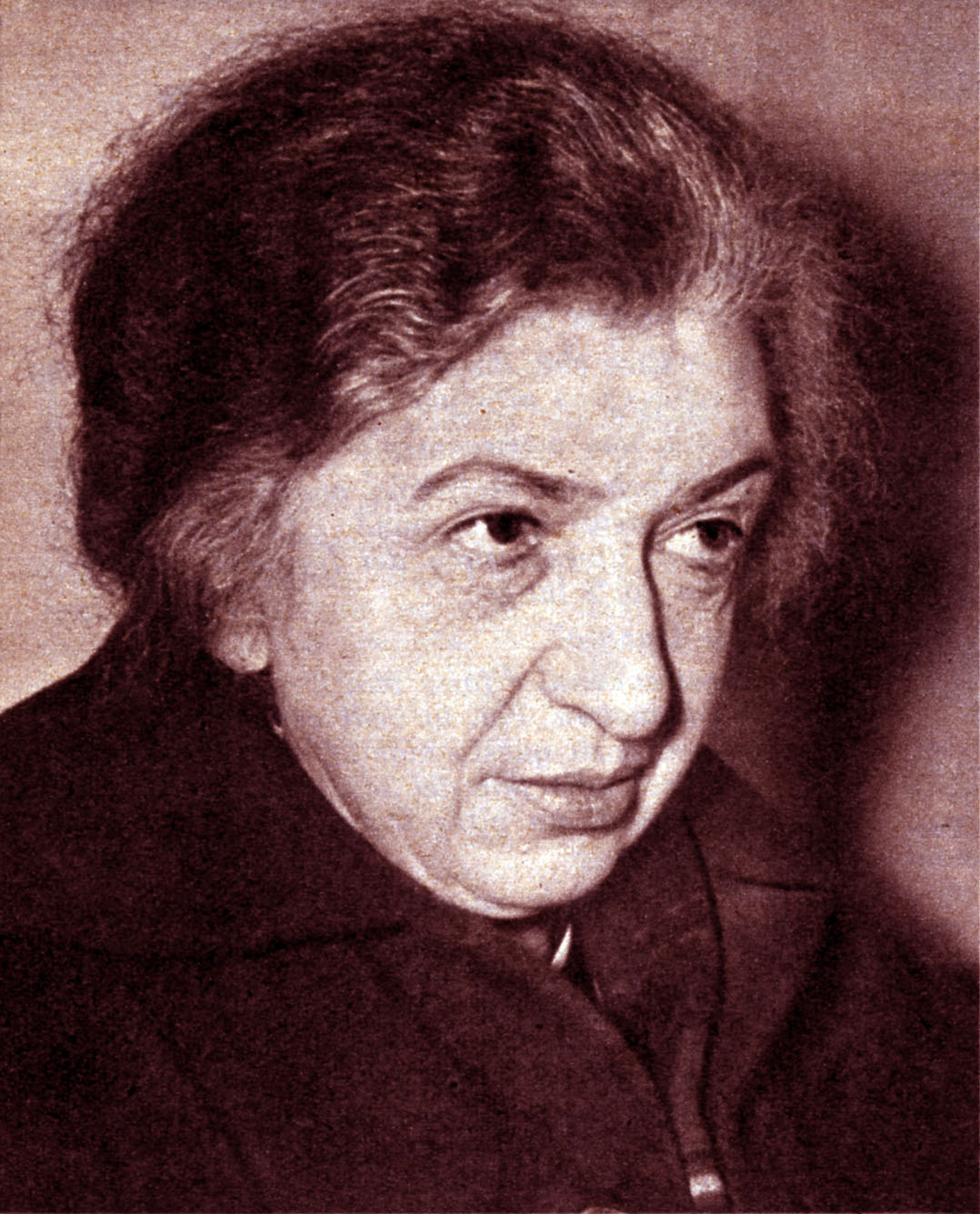
Клара Хаскил в 1959 году

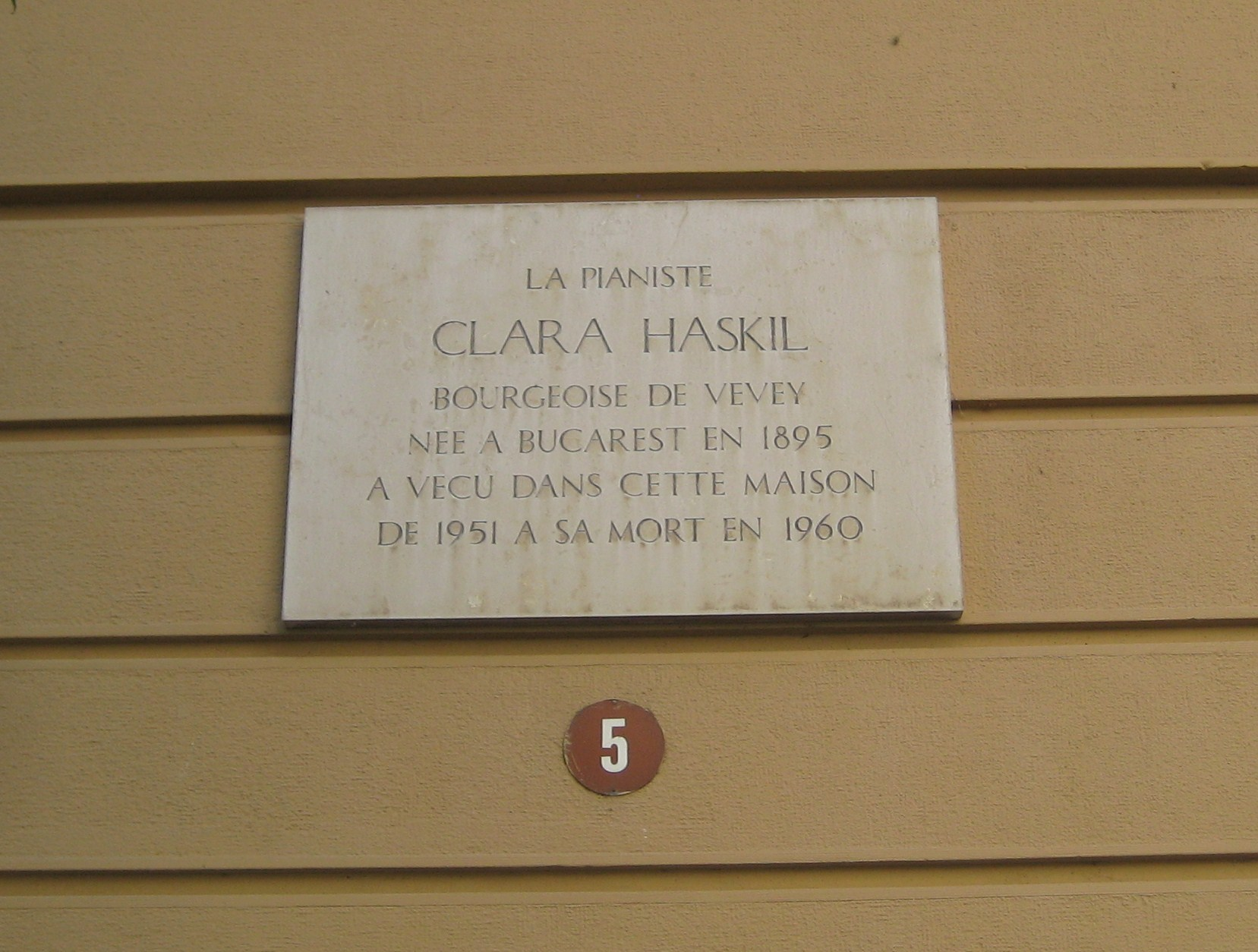
Памятная доска на доме в Веве, где жила Клара Хаскил

С началом Второй мировой войны бежала из Парижа в свободный от оккупации Марсель, где в мае 1942 году перенесла операцию по удалению опухоли с глазного нерва. Через несколько месяцев перебралась в Швейцарию, где в 1949 году получила гражданство. В 1951 году жила в Веве.
6 декабря 1960 году вместе с сестрой Лили приехала в Брюссель, где должно было начаться её концертное турне с Артюром Грюмьо. На вокзале она поскользнулась и упала с лестницы. В бессознательном состоянии её доставили в больницу. На следующее утро её не стало.

## Исполнительство и творческие связи
Хаскил прожила жизнь в бедности, начала завоёвывать широкую известность лишь после цикла концертов в Нидерландах в 1949 г.
Особенно прославилась интерпретациями сочинений Моцарта, а также Бетховена, Шумана, Скарлатти. Признанный камерный музыкант, выступала в ансамбле с Дж. Энеску, Э. Изаи, П. Казальсом, Д. Липатти, Й. Сигети, Г. Андой, И. Стерном, Г. Шерингом, А. Грюмьо.
Clara Haskil

## Признание
С 1963 в Веве ежегодно проходит Международный конкурс пианистов имени Клары Хаскил, здесь ей установлен памятник, в её честь названа улица.

## Дискография
- (недоступная ссылка)